# Přibice (przystanek kolejowy)
Přibice – przystanek kolejowy w miejscowości Přibice, w kraju południowomorawskim, w Czechach. Znajduje się na wysokości 180 m n.p.m.
Jest zarządzany przez Správę železnic. Na przystanku nie ma możliwości zakupu biletów i rezerwacji miejsc. Obecnie jest wyłączony z użytku.

## Linie kolejowe
- 253 Vranovice - Pohořelice